# Biache-Saint-Vaast
Biache-Saint-Vaast település Franciaországban, Pas-de-Calais megyében. Lakosainak száma 4519 fő (2022. január 1.). Biache-Saint-Vaast Fresnes-lès-Montauban, Pelves, Plouvain, Sailly-en-Ostrevent, Vitry-en-Artois, Gavrelle és Hamblain-les-Prés községekkel határos.

## Népesség
A település népességének változása:
| Lakosok száma | 3993 | 4010 | 4090 | 4083 | 4197 | 4305 | 4413 | 4481 | 4519 |
|               | 2013 | 2015 | 2016 | 2017 | 2018 | 2019 | 2020 | 2021 | 2022 |